# Setge de Pamplona
El Setge de Pamplona de 755 fou una de les batalles de la Revolta iemenita del Valiat de l'Àndalus.

## Antecedents
Yússuf ibn Abd-ar-Rahman al-Fihrí va enviar a al-Tagr al-Ala, que corresponia als iemenites, a as-Sumayl ibn Hàtim al-Kilabí com a governador de Saraqusta per alliberar-se de la seva enutjosa tutela i per humiliar-los aprofitant la seva feblesa després de la batalla de Tours i les pèrdues d'Avinyó i Nimes i la pèrdua de terreny enfront Alfons I d'Astúries. As-Sumayl va acceptar de bon grat i va arribar a Saraqusta a 750 durant una gran fam.
Superada la fam, Amir ibn Asur amb el suport d'al-Hubab az-Zuhrí van convocar un alçament en nom del califa al-Mansur, i se'ls van unir fonamentalment iemenites i amazics. As-Sumayl va enviar els seus aliats, amb els quals anava Badr, que havia desembarcat a l'Andalus el juny del 754 per demanar als seus clients i parents el govern per a Abd-ar-Rahman I ad-Dàkhil, l'últim dels Omeia que va sobreviure a la matança de la família a mans del califa. Els rebels van retirar el lloc al saber de la proximitat de les tropes de socors.
El 755 es va encendre la rebel·lió pro-abbàssida i Yússuf ibn Abd-ar-Rahman al-Fihrí i as-Sumayl ibn Hàtim al-Kilabí es van dirigir junts de nou contra Saraqusta però els seus habitants, tement els estralls de l'exèrcit que els venia a sobre, van lliurar als rebels Amir ibn Asur, el seu fill Wahd ibn Amir ibn Asur i al-Hubab az-Zuhrí, que van ser immediatament fets presoners i dirigits cap a Qurtuba. El valí va deixar al seu fill Abd-ar-Rahman ibn Yússuf Abu-Zayd com a governador de Saraqusta.

## El setge
Per desfer-se d'al-Hussayn ibn Al-Dachn i Sulayman ibn Xilah per haver mostrat refractaris en el seu socors en l'any anterior, as-Sumayl ibn Hàtim al-Kilabí va ordenar una expedició de càstig contra els vascons de Pamplona que s'havien revoltat aprofitant les lluites entre els musulmans.
Sulayman ibn Xilah va rebre el comandament d'una petita força i la cavalleria i l'avantguarda estava reservada per Al-Husayn ibn Al-Dachn. Com era previsible, l'expedició va acabar amb la derrota de la columna, Sulayman va morir, però Al-Husayn es va poder refugiar a Saragossa a l'empara del nou governador Abd-ar-Rahman ibn Yússuf Abu-Zayd.

## Conseqüències
La notícia del desastre va arribar a Yússuf ibn Abd-ar-Rahman al-Fihrí i as-Sumayl ibn Hàtim al-Kilabí al riu Jarama mentre es retirava a la capital per rebutjar al pretendent omeia. De l'alegria que li va entrar Yusuf al-Fihri va manar decapitar als tres rebels presoners.